# 塞尔萨尔湖
塞尔萨尔湖（阿拉伯语：阿拉伯语：‎）, 是位于伊拉克首都巴格达以北120km的一个湖泊，在底格里斯河与幼发拉底河之间，是伊拉克面积最大的湖泊。该湖的出入水道筑有用于灌溉的水坝，使该湖成为灌溉区的蓄水库，水位因季节大幅变化。湖深且养分贫瘠，湖周围仅有稀疏的灌木植被，有零散分布的枣属植物群。该地区通过管井灌溉，湖周围有小规模地绵羊牧群。湖区存在过度捕捞的问题。